# Brunellia racemifera
Brunellia racemifera är en tvåhjärtbladig växtart som beskrevs av Louis René Tulasne. Brunellia racemifera ingår i släktet Brunellia och familjen Brunelliaceae. Inga underarter finns listade i Catalogue of Life.